# Reprezentacja Estonii na Mistrzostwach Europy w Wioślarstwie 2007
Reprezentacja Estonii na Mistrzostwach Europy w Wioślarstwie 2007 liczyła 4 sportowców. Najlepszym wynikiem było 5. miejsce w czwórce podwójnej mężczyzn.

## Medale

### Złote medale
Brak

### Srebrne medale
Brak

### Brązowe medale
Brak

## Wyniki

### Konkurencje mężczyzn
- czwórka podwójna (M4x): Kaspar Taimsoo, Vladimir Latin, Igor Kuzmin, Allar Raja – 5. miejsce